# Alcázar de Segóvia
O Alcázar de Segóvia é um palácio fortificado em pedra, localizado na cidade velha de Segóvia, na Espanha. Erguido em posição dominante sobre um penhasco rochoso na confluência dos rios Eresma e Clamores, próximo das montanhas de Guadarrama, é um dos mais distintos castelos-palácios em Espanha em virtude da sua forma – como a proa de um navio. O alcázar foi inicialmente construído como uma fortaleza, mas serviu, desde então, como palácio real, prisão do estado, Colégio Real de Artilharia e academia militar.

## História
Como muitas outras fortificações na Espanha, o alcázar teve as suas origens em uma fortificação islâmica que não existe mais. Sua primeira construção foi em 1122, 34 anos depois da reconquista de Segóvia pelo Reino de Leão (durante o período em que Afonso VI de Leão reconquistou terras a sul do rio Douro até Toledo e mais além). Ao longo dos séculos, foi renovado e ampliado várias vezes, e seu perfil atual é graças a Felipe II. No entanto, evidências arqueológicas sugerem que o sítio deste alcázar já fôra usado no tempo dos romanos como fortificação. esta teoria é substancializada pela presença do famoso aqueduto romano de Segóvia.
Não se conhece a forma do alcázar até ao reinado de Afonso VIII de Castela (1155–1214), embora documentação antiga mencione uma paliçada de madeira. Pode, por isso, concluir-se que antes do reinado de Afonso VIII, o alcázar não passava de um forte de madeira construído sobre as velhas fundações romanas. Afonso VIII e a sua esposa, Leonor Plantageneta, fizeram do Alcázar de Segóvia a sua principal residência, tendo sido empreendidos trabalhos para erguer o início da fortificação de pedra que pode ver-se actualmente.

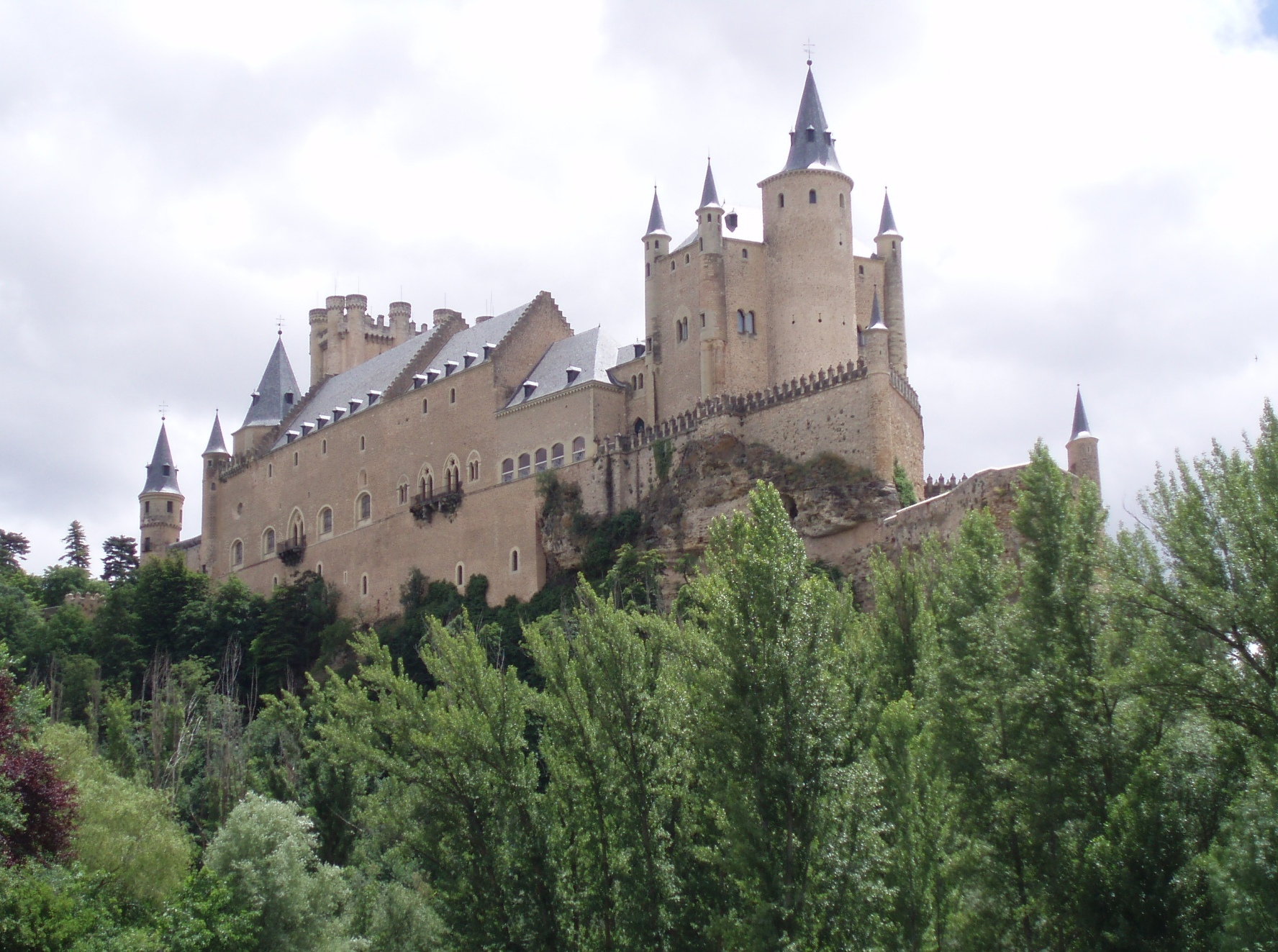
O alcázar visto de baixo

O alcázar permaneceu, ao longo da Idade Média, como uma das residências favoritas dos monarcas do Reino de Castela e fortaleza chave na defesa do reino. Foi durante este período que a maior parte do actual edifício foi construída, tendo o palácio sido ampliado em larga escala pelos monarcas da Dinastia de Trastâmara.
Em 1258, partes do alcázar tiveram que ser reconstruídas pelo rei Afonso X depois de um desmoronamento e, em breve, seria construída a Galeria dos Reis para alojar o Parlamento. No entanto, a maior contribuição individual para a construção contínua do alcázar foi dada pelo rei João II de Castela, o qual construiu a "Torre Nova" (a Torre João II como é conhecida actualmente).
Em 1474, o alcázar desempenhou um importante papel na elevação da rainha Isabel I de Castela. No dia 12 de dezembro, chegou a Segóvia a notícia da morte do rei Henrique IV em Madrid e Isabel refugiou-se imediatamente no interior das muralhas do Alcázar de Segóvia, onde recebeu apoio de Andres Cabrera e do conselho da cidade. Foi coroada no dia seguinte como rainha de Castela. Foi também aí que casou com Fernando II de Aragão.

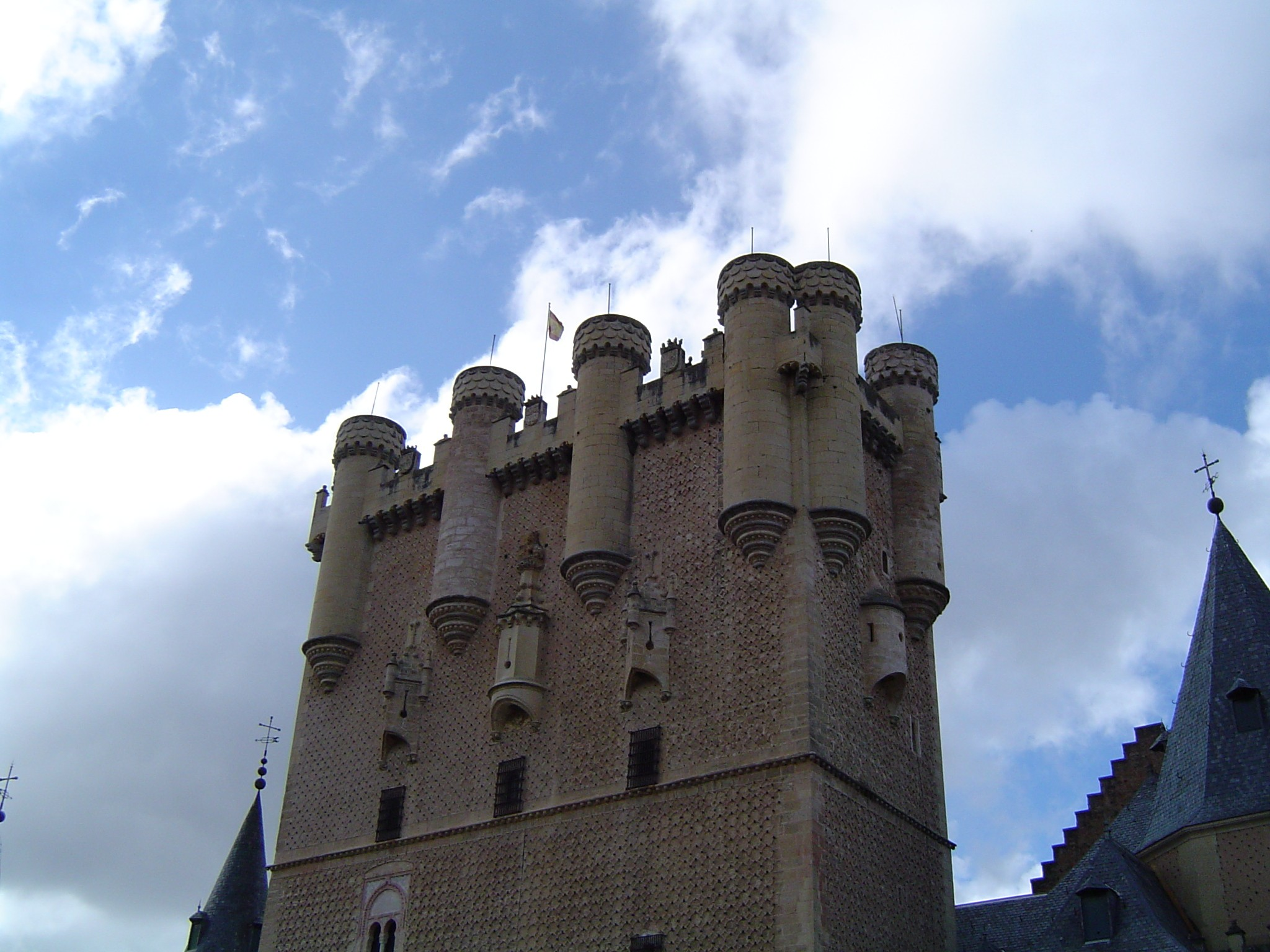
Torre de João II no alcázar

A renovação de relevo que se seguiu foi conduzida pelo rei Filipe II depois do seu casamento com Ana da Áustria. Este monarca adicionou os afiados pináculos de ardósia para refletir os castelos da Europa Central. Em 1587, o arquiteto Francisco de Morar completou o jardim principal e as áreas de Escola de Honra do castelo.
A Corte Real mudou-se mais tarde para Madrid e o alcázar passou a servir como prisão do estado, funções que desempenharia por quase dois séculos, até o rei Carlos III fundar a Real Escola de Artilharia, em 1762. Teve esta nova utilização durante cem anos, até ao dia 6 de março de 1862, quando um incêndio danificou severamente os telhados e a estrutura.
Somente em 1882 é que o edifício começaria lentamente a ser restaurado para o seu estado original. Em 1896, o rei Afonso XIII ordenou que o alcázar fosse cedido ao Ministério da Guerra para servir de colégio militar.
Em 1931, o edifício foi declarado monumento histórico artístico. No ano de 1953 foi criado o patronato do alcázar, entidade responsável pelo museu que se pode visitar no seu interior.
Em 1985, foi declarado como Patrimônio Mundial da UNESCO.
Actualmente, o alcázar permanece como um dos mais populares lugares históricos da Espanha, sendo uma das três principais atracções turísticas de Segóvia. Entre as salas mais notáveis encontram-se a Galeria dos Ajimeces, a qual contém muitas obras de arte, a Sala do Trono e a Galeria dos Reis, com um friso representando todos os Reis e Rainhas espanhóis desde  Pelágio das Astúrias até Joana, a Louca depois de se mudar para o Palácio Real de Madrid.

## Arquitectura

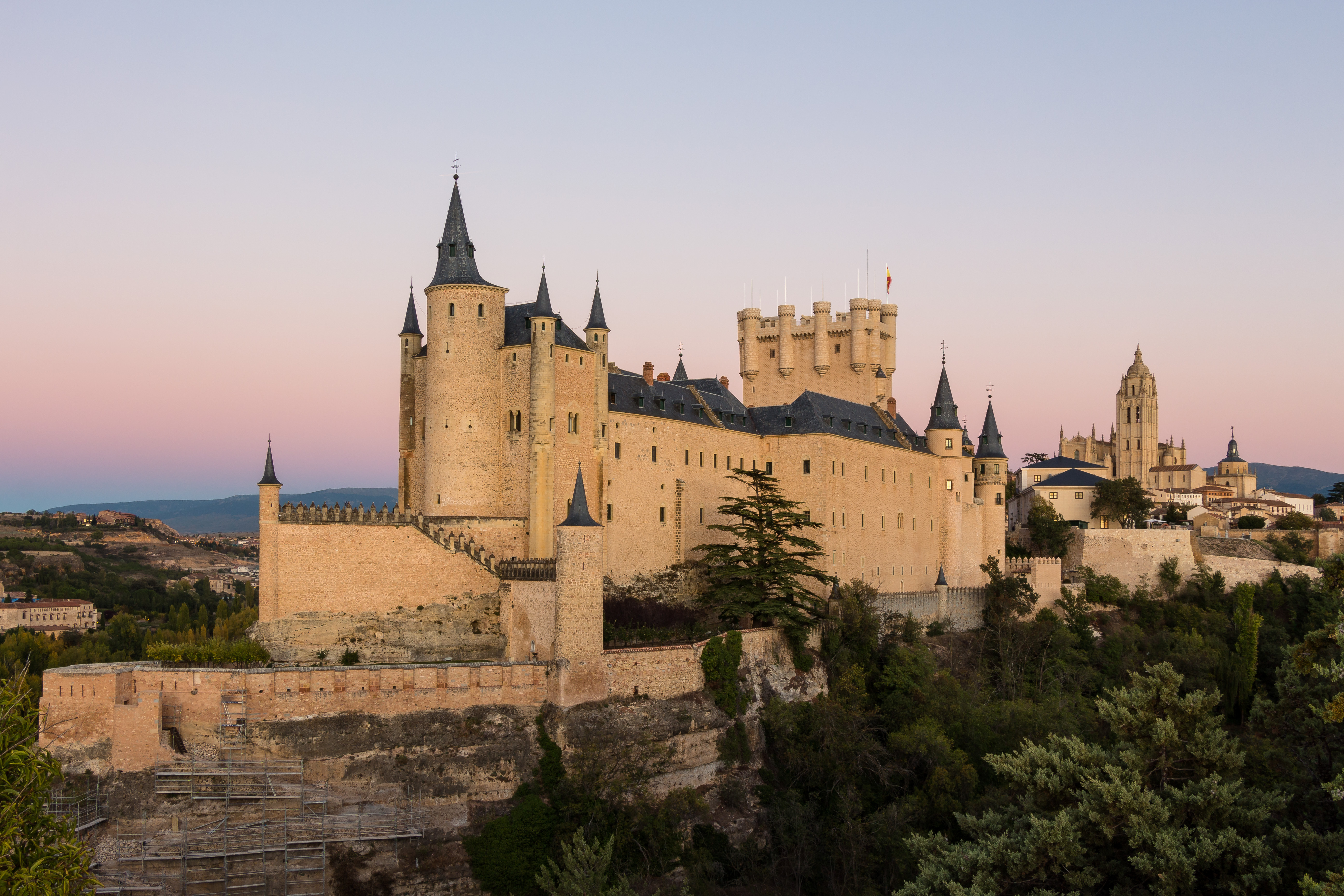
Vista geral do Alcázar de Segovia

A distribuição do alcázar articula-se em duas áreas:
- a exterior, com um pátio herreriano, fosso, ponte levadiça e a torre de menagem;
- as dependências interiores que incluem uma capela e várias salas nobres (Sala do Trono, Sala da Galera, Sala das Pinhas, Sala dos Reis, etc.), as quais podem ser visitadas pelo público.

A sua planta é muito irregular, adaptando-se à elevação sobre a qual o conjunto se ergue. Nela se destaca a bela torre de menagem, quadrada com quatro torreões, aposento recoberto por uma abóbada de canhão apontada e possuindo janelas geminadas. Foi levantada por João II de Castela e inicialmente serviu como sala de armas.
No interior, os salões e aposentos foram decorados com grande luxo e beleza por pintores e artistas mudéjares. Actualmente alberga um Museu de Armas e Arquivo Militar.

## Itinerário para a visita
A visita recomendada ao Alcázar de Segóvia é feita pela seguinte ordem:
- 1 - Sala del Palacio Viejo (Sala do Palácio Velho) - a sua construção corresponde ao reinado de Afonso VII de Castela. Nela conservam-se as janelas geminadas que davam luz ao palácio, já que a parede em que se encontram era o muro exterior do palácio velho. Os frisos de estilo mudéjar situados entre as janelas procedem de uma vivenda do século XIII do vizinho bairro das Canongías. A decoração completava-se com um conjunto de armaduras de tipo alemão do século XV.

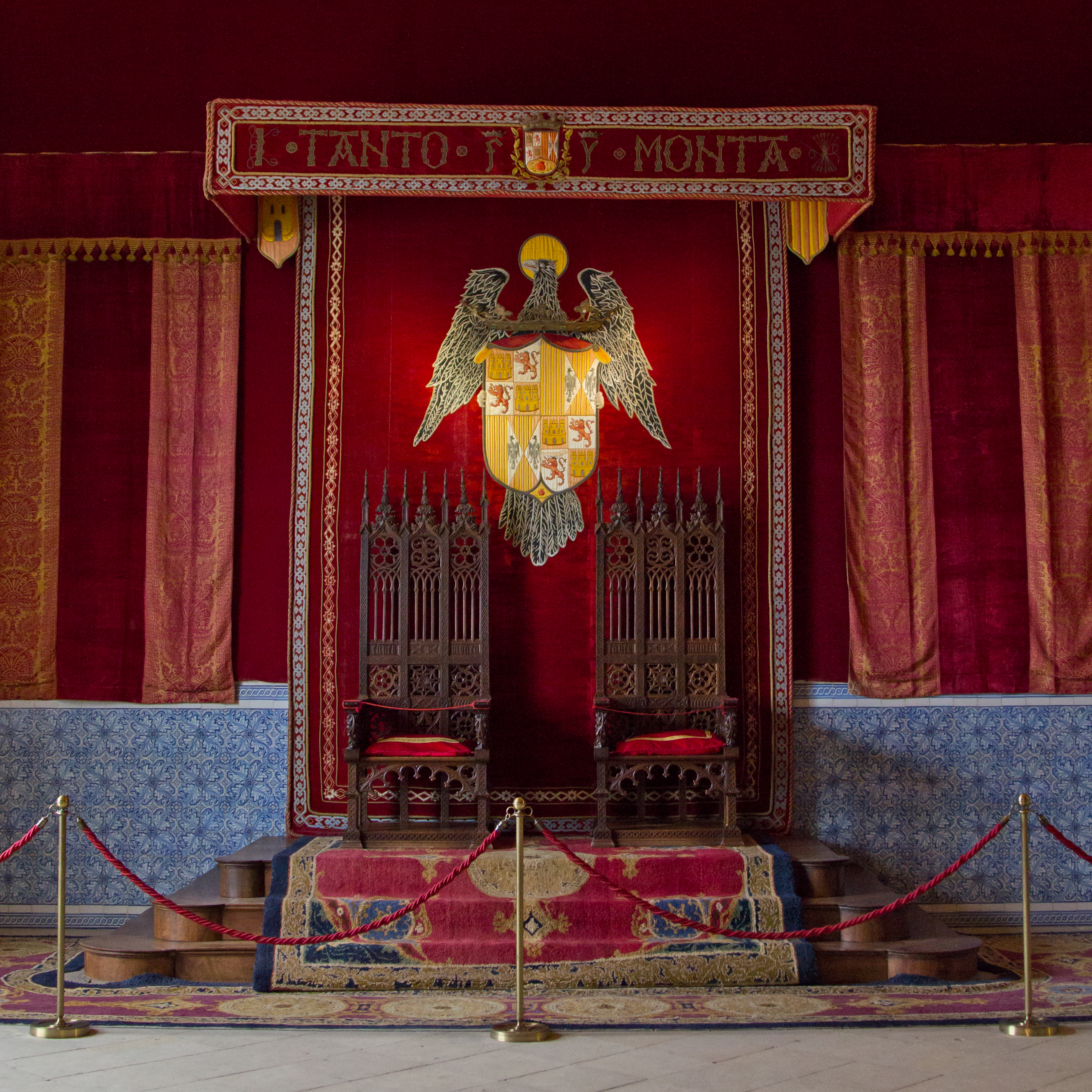
Sala do Trono do Alcázar de Segóvia

- 2 - Sala de la Chimenea (Sala da Chaminé)
- 3 - Sala del Trono o del Solio (Sala do Trono ou do Costume)
- 4 - Sala de la Galera (sala da Galera)
- 5 - Sala de las Piñas (Sala das Pinhas)
- 6 - Cámara Regia (Câmara Régia)
- 7 - Sala de Reyes (Sala dos Reis)
- 8 - Sala del Cordón (Sala do Cordão)
- 9 - Capilla (Capela)
- 10 - Sala de Armas (Sala de Armas)
- 11 - Museo de Real Colegio de Artillería (Museu do Real Colégio de Artilharia)
- 12 - Torre de Juan II (Torre de João II)